# Dziadowo
Dziadowo phát âm [d͡ʑaˈdɔvɔ] (tiếng Đức: Dadow) là một ngôi làng thuộc khu hành chính của Gmina Gryfice, thuộc quận Gryfice, West Pomeranian Voivodeship, ở phía tây bắc Ba Lan. Nó nằm khoảng 6 kilômét (4 mi) phía đông bắc Gryfice và 74 km (46 mi) về phía đông bắc của thủ đô khu vực Szczecin.

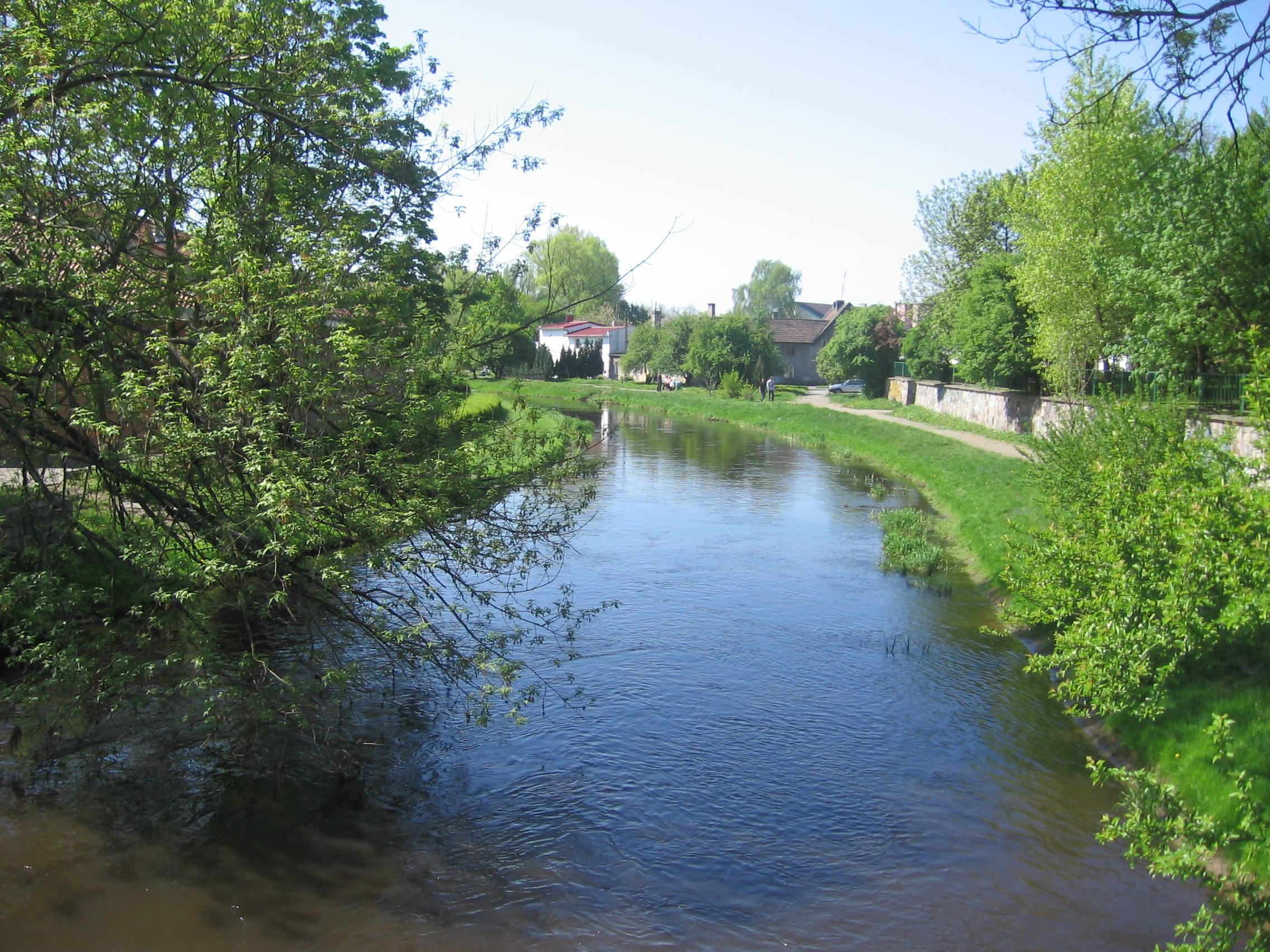
Sông Rega gần Dziadowo

Ngôi làng có dân số 104 người. 